# Amadou Tidiane Tall
Amadou Tidiane Tall (né le 22 juin 1975 à Kadiogo en République de Haute-Volta, aujourd'hui Burkina Faso) est un joueur de football international burkinabé, qui évolue au poste de milieu de terrain.

## Biographie

### Carrière en sélection
Avec l'équipe du Burkina Faso, il dispute 14 matchs (pour aucun but inscrit) entre 2000 et 2004. Il figure notamment dans le groupe des sélectionnés lors des Coupes d'Afrique des nations de 2000 et de 2004.

## Palmarès
Étoile Filante
| - Championnat du Burkina Faso (3) : - Champion : 2001, 2008 et 2014. - Vice-champion : 1999, 2000, 2007, 2009 et 2010. - Coupe du Burkina Faso (5) : - Vainqueur : 2000, 2001 et 2003, 2008 et 2011. |  | - Supercoupe du Burkina Faso (4) : - Vainqueur : 1999, 2003, 2006 et 2011. - Finaliste : 1998, 2000, 2001 et 2008. |